# 山形県道7号高畠川西線
山形県道7号高畠川西線（やまがたけんどう7ごう たかはたかわにしせん）は、山形県東置賜郡高畠町から山形県東置賜郡川西町に至る県道（主要地方道）である。

## 概要

### 路線データ
- 陸上距離：13.3 km[1]
- 起点：東置賜郡高畠町高畠（山形県道1号米沢高畠線交点）
- 終点：東置賜郡川西町中小松（国道287号交点）

## 歴史
- 1993年（平成5年）5月11日 - 建設省から、県道高畠川西線を高畠川西線として主要地方道に指定される[2]。
- 1995年（平成7年）11月1日 - 新しい夏目橋と吉島橋を含む高畠町夏茂から川西町下平柳までの区間950mが開通する。[3]
- 2014年（平成26年）2月20日 - 新しい高畠踏切を含む川西町中小松の区間450mが開通する。またすぐ北側を並行する狭隘路の区間が県道指定を外れ、終点が県道8号と国道287号が交差する八日町交差点に変更される。

## 路線状況

### 重複区間
- 国道399号（高畠町高畠 地内）
- 国道287号（川西町中小松 地内）

### 橋梁
- 舘之内橋（高畠町、和田川）
- 福沢誇線橋（高畠町、山形新幹線・奥羽本線）
- 夏目橋（高畠町、最上川）
- 吉島橋（川西町、鬼面川）
- 吉田橋（川西町、万福寺川）
- 八幡橋（川西町、誕生川）
- 獅子舞橋（川西町、黒川）

## 地理

### 通過する自治体
- 東置賜郡
  - 高畠町
  - 川西町

### 交差する道路
- 山形県道1号米沢高畠線（東置賜郡高畠町高畠、起点）
- 国道399号（東置賜郡高畠町高畠）
- 国道399号・山形県道1号米沢高畠線（東置賜郡高畠町高畠）
- 国道13号（東置賜郡高畠町福沢）
- 山形県道3号米沢南陽白鷹線（東置賜郡川西町吉田）
- 山形県道242号大塚米沢線（東置賜郡川西町黒川）
- 国道287号・山形県道248号上伊佐沢川西線（東置賜郡川西町中小松）
- 国道287号・山形県道8号川西小国線（東置賜郡川西町中小松、終点）

### 沿道の施設など
- 高畠町文化ホール・まほら（高畠町）
- 公立高畠病院（高畠町）
- 高畠町立高畠中学校（高畠町）
- まほろば・童話の里 浜田広介記念館（高畠町）
- かわにし森のマルシェ（川西町）